# Lliga Veronesa
La Lliga veronesa fou una aliança de ciutats de tendència güelfa sorgida el 1164 a l'anomenada Marca de Verona.
El 1164 la ciutat de Verona es va revoltar contra l'emperador Frederic I Barba-roja i es va formar llavors la Lliga Veronesa, a la qual es van adherir Vicenza, Pàdua i Treviso. El 1167 la Lliga es va unir a la lliga llombarda. Frederic, a la seva cinquena expedició a Itàlia, va intentar l'atac a la Lliga i es va lliurar la batalla de Legnano. Frederic va evitar passar després pels territoris de la lliga i va acabar reconeixent l'autonomia comunal per la pau de Contança el 1183. L'hegemonia dels güelfs i la Lliga sobre la marca de Verona va durar fins al 1232 quan Ezzelino di Romano, cap gibel·lí, va imposar la seva autoritat a la regió.